# Saison 1957 de la NFL
 (février 2025).
Si vous disposez d'ouvrages ou d'articles de référence ou si vous connaissez des sites web de qualité traitant du thème abordé ici, merci de compléter l'article en donnant les références utiles à sa vérifiabilité et en les liant à la section « Notes et références ».
Navigation
Édition précédente Édition suivante
La saison 1957 de la NFL est la 38e saison de la National Football League. Elle voit le sacre des Lions de Détroit.

## Classement général
| Conférence Est         |      |      |      |        |          |            |
| Franchise              | Vic. | Déf. | Nuls | % vic. | Pts pour | Pts contre |
| Browns de Cleveland    | 9    | 2    | 1    | .818   | 269      | 172        |
| Giants de New York     | 7    | 5    | 0    | .583   | 254      | 211        |
| Steelers de Pittsburgh | 6    | 6    | 0    | .500   | 161      | 178        |
| Redskins de Washington | 5    | 6    | 1    | .455   | 251      | 230        |
| Eagles de Philadelphie | 4    | 8    | 0    | .333   | 173      | 230        |
| Cardinals de Chicago   | 3    | 9    | 0    | .250   | 200      | 299        |

| Conférence Ouest                                                   |      |      |      |        |          |            |
| Franchise                                                          | Vic. | Déf. | Nuls | % vic. | Pts pour | Pts contre |
| Lions de Détroit                                                   | 8    | 4    | 0    | .667   | 251      | 231        |
| 49ers de San Francisco                                             | 8    | 4    | 0    | .667   | 260      | 264        |
| Colts de Baltimore                                                 | 7    | 5    | 0    | .583   | 303      | 235        |
| Rams de Los Angeles                                                | 6    | 6    | 0    | .500   | 307      | 278        |
| Bears de Chicago                                                   | 5    | 7    | 0    | .417   | 203      | 211        |
| Packers de Green Bay                                               | 3    | 9    | 0    | .250   | 218      | 311        |
| match de barrage : Lions de Détroit 31 - 49ers de San Francisco 27 |      |      |      |        |          |            |

## Finale NFL
- 29 décembre 1957, à Détroit devant 55 263 spectateurs, Lions de Détroit 59 - Browns de Cleveland 14